# ليل (مدينة)

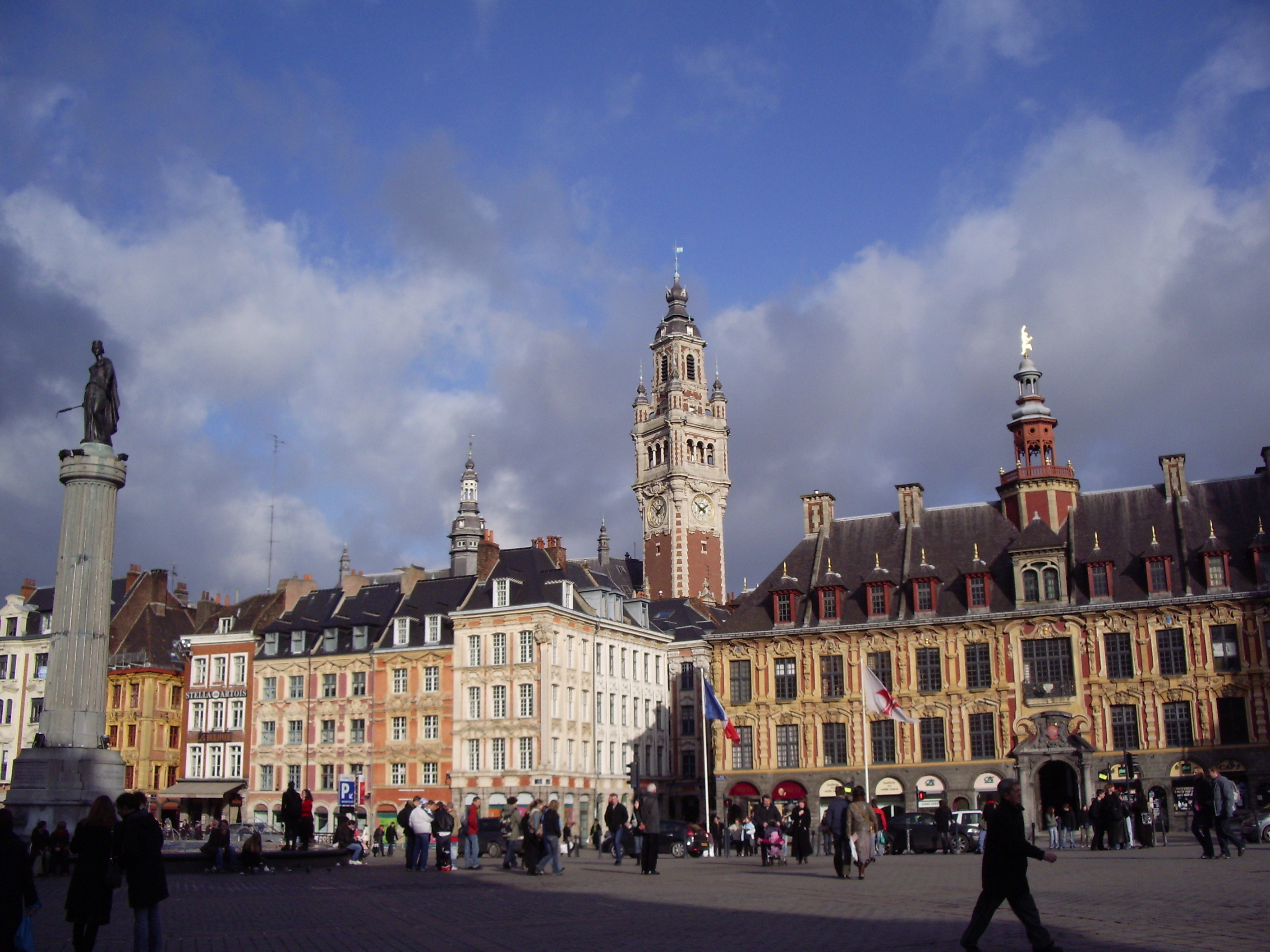
ليل

ليل (بالفرنسية: Lille) هي مدينة فرنسية تقع في أقصى شمال البلاد. تعتبر محافظة الإقليم الشمالي لفرنسا وعاصمة منطقة أوت دو فرانس. تكنى بعاصمة فلاندرز. تعد رابع أكبر المدن الفرنسية. يبلغ عدد سكانها 1,000,900 نسمة (إحصاءات 1999).
باللغة الفرنسية القديمة، كانت تسمى «الإيسل»، وقد تعود هذه التسمية إلى تواجدها أصليا على جزيرة في مستنقعات وادي لا دول حيث أنشأت.
تعتبر مدينة ليل مركزا لصناعة النسيج، وصناعات أخرى، وتشمل إنتاج السيارات، والأجهزة الإلكترونية، والبتروكيميائيات. كما توجد بها دور طباعة كبيرة، ومعامل لتكرير النفط، ومعامل للأصباغ، وتحتوي متاحفها الفنية على لوحات لروبنز، وجويا، وفان دايك، وآخرين.

## جغرافيا
تتواجد مدينة ليل شمال فرنسا، وسط إقليم «نور 59» (الشمال)، قريبا من بلجيكا.
تعتبر ليل ملتقى الطرق الأوروبية الكبرى، حيث أنها همزة وصل بين ألمانيا، لوكسمبورغ، بلجيكا، هولندا، إسبانيا، المملكة المتحدة وفرنسا.

## جيولوجيا
توجد مدينة ليل على ارتفاع 20 مترا من سطح البحر.

## تاريخ
إن تاريخ ليل من الصعب حصره في عدة سطور، فهي مدينة الاساطير منذ عام 640 وإن كانت ظهرت في المحفوظات الرسمية منذ عام 1066، لكن الحفريات الأثرية التي وجدت بها يعود عهدها لعام 2000 ق.م.وكان الإغريق أول من سكنوا جزيرة ليل ثم الشعوب الجرمانية والساكسون ثم الفايكنج، ثم تم هجرها واصبحت من الجزر المعزولة لفترة من الوقت حتى العصور الوسطى.منذ عام 1054 وضعت ليل تحت الأضواء مرة أخرى وشاركت في معارك حربية للسيطرة عليها وأصبحت من نصيب الرومان، ثم الأسبان إلى أن أصبحت مدينة فرنسية بموجب معاهدة أوتريخت عام 1713، وفيها المعمارة الفلمنكية والراز الباروكي الأنيق وغيرها من الآثار الرائعة والتأثيرات الفنية المتنوعة.

## سياحة
مدينة ليل الفرنسية إحدى أجمل المدن الفرنسية الساحرة، تقع في أقصى شمال البلاد وتعتبر أيضاً ملتقى الطرق الأوربية الكبرى حيث أنها همزة الوصل بين ألمانيا ولوكسمبورغ وبلجيكا وهولندا والمملكة المتحدة وفرنسا وتعد المدينة مركز لصناعة النسيج وأنتاج السيارات والأجهزة الإلكترونية والبتروكميائية وغيرها من الصناعات، ليل الفرنسية بحد ذاتها آية من آيات الجمال حيث شوارع المشاة والمعالم الثقافية ونماذج المباني المعمارية الرائعة حيث يظهر فيها الفن والتاريخ مجتمعاً معاً وتجد فيها قصر الفنون الجميلة الذي جمع أجمل ما في الفن من لوحات أشهر الرسّامين في العالم منها لوحات لروبنز، وجوبا، وفان دايك..وآخرين.

### ساحة شارل ديغول
تتميز ساحة شارل ديغول بالفخامة والرُقي التي تظهر عصر النهضة والباروك بكل وضوح، حيث المباني الفلمنكية مع الوجهات الكلاسيكية الجديدة والعديد من المقاهي المميزة والمطاعم الشهية. على الجانب الجنوبى من الساحة يوجد فيه مبنى البورصة القديمة التي أنشئت عام 1652 م يظهر المبنى كيف كانت روعة المعمار آنذاك. والساحة كلها تعد تجسيداً واضحاً للطراز الباروكي الفلمنكي وتضم فناء يضم نصب لنابليون الأول في المركز. وتعد الساحة محوراً للحياة في المدينة حيث يمكن رؤية السكان المحليون يلعبون ألعاب الشطرنج ويستمتعون بقضاء أوقاتهم بين المحلات وعلى المقاهي وفي المطاعم.

### قصر الفنون الجميلة
يعد المتحف ثاني أهم المتاحف في فرنسا بعد متحف اللوفر حيث يحتوي على العديد من المجموعات الفنية المرموقة منها روائع اللوح الأوربية لأشهر الفنانين منهم لروبنز، فان ديك، غويا، وديلاكرو. بالإضافة أيضاً إلى أمثلة رائعة من اللوحات الفرنسية في القرن التاسع عشر مثل بيليساريوس داود وسلسلة من الرسومات من قبل رافاييل ومعرض للنحت. والمتحف عبارة عن قصر جميل بُنى بين عام 1887 إلى 1892 وتم توسيعه عام 1990 ليشمل مبنى آخر ويصبح أكثر جاذبية. ويتمتع بواجهة زجاجية جميلة تسمح بدخول الضوء لقاعات العرض وحالياً أصبح يضم متحف متنوع يعكس فنون مدينة ليل الفرنسية وتاريخها العريق كما يعرض الآثار التي تعود للعصور الوسطى وعصر النهضة ومجموعة من فنون النقوش لذا تأكد أنك سترى في هذا المتحف أجمل القطع الأثرية التي لن يمكنك رؤيتها في أي متحف آخر في العالم.

### متحف اللوفر لنس
على بعد حوالي 30 دقيقة من ليل الفرنسية وهو متحف حديث وأنيق يقع في الحدائق التي كانت سابقاً موقع لتعدين الفحم. متحف اللوفر لنس يضم معرض لأكثر من 200 عمل فني مرموق من متحف اللوفر في باريس وأصبح نقطة جذب ثقافي مرموقة في مدينة ليل الفرنسية ويقع المتحف على مساحة 3000 متر مربع. المدهش فيه عرض الأعمال الفنية بطريقة جديدة دون أن يفصل بينها في الغرف. يقع المتحف تحت رعاية جان لوك مارتينيز مدير دائرة الأثار بمتحف اللوفر ويعد المتحف رحلة جديرة بالأهتمام ستفتح عينيك على العديد من المعروضات الفنية الرائعة والتماثيل الأنيقة.

### متحف ليل مترو بول للفن المعاصر
حوالي 12 كيلو متر من شمال شرق ليل الفرنسية هو متحف يشتهر بالفن الحديث المرموق ويعد واحد من أهم متاحف الفن الموجودة في القرن العشرين وفي القرن 21 في شمال أوروبا، وهذا هو المتحف الوحيد في فرنسا الذي يجمع مجموعة شاملة من الأعمال الفنية الحديثة حيث يعرض أكثر من 4500 عمل فني على مساحة 4000 متر مربع وتشمل المعروضات أعمال براك، كاندينسكى، بول كلى، ميرو، موديليانى، وبيكاسو. يمكن للسياح الاستفادة أيضاً من المقهى الموجود في المتحف والمطعم والمتجر ويحتوي أيضاً على مكتبة وورش عمل تعليمية.

### متحف الفنون
في قلب البلدة القديمة تأسست مستشفى القرون الوسطى هذه من قبل الكونتيسة جين دى فلاندرس حيث أمرت ببناء مستشفى في جناح من قصرها الخاص. هذا المتحف يسمح للسائحين التمتع برؤية ديكورات القصر الفلمنكى التي تعود إلى القرون 15 و16 و17 و18 حيث تجدها واضحة في المطبخ التقليدي والخزف والبلاط والديكور بأكمله. يوجد في جميع أنحاء القصر العديد من اللوحات الرائعة والتحف الفنية والأثاث الفلمنكي المنحوت بشكل معقد ويشمل المتحف جناح مستشفى قديم ومصلى تنتمي إلى الراهبات أوغستين. هذة المبانى الآن تعرض مجموعة من المفروشات والمنحوتات والخزف من الدير الفلمنكي في القرن 17 وهناك أيضاً صيدلية قديمة وحديقة طبية والمتحف يوفر لك نظرة ثاقبة على كيف كانت الحياة في هذة العصور.

### كنيسة سانت موريس
تأسست هذة الكنيسة القوطية الجميلة في القرن 14 وقد تم تجديدها عدة مرات كان آخرها في القرن 19 ومع ذلك تظل إلى الآن محتفظة بكيان معمارى واحد. وتتميز كنيسة القديس موريس أيضاً بالتجانس الداخلي التي تجده واضحاً في هيكلها حيث أنها تحتوي على خمسة ممرات و 36 عمود شاهق الارتفاع وزُيّن الحرم في القرن 17 والقرن 18 بالعديد من لوحات فنانين مدينة ليل الفرنسية. المبنى كله يمثل الروعة والإبداع في التصاميم التي كانت يتميز بها هذا العصر.

### ” Rang de Beauregard “
حيث المباني الأنقية التي تعود إلى القرن 17 تم إنشاء صف من المنازل في عام 1687 أستناداً إلى المبادئ التوجهية من مجلس مدينة ليل الفرنسية لتحقيق الرغبة في توحيد الهندسة المعمارية في وسط المدينة. حيث كان مطلوب بناء تصميم ملائم مع التصمايم القديمة فتم بناء مباني من ثلاث طوابق فقط مع عليه في الأعلى وسمح فقط باستخدام الحجر والطوب فيها المباني تتميز بالخطوط الكلاسيكية البسيطة مع الخراطيش الزخرفية الرائعة.

### كاتدرائية ” Notre Dame de la Treille “
بنيت في عام 1854 الكاتدرائية تتمثل بالتفاصيل المعمارية الحديثة المدهشة. تشتهر ليل الفرنسية منذ العصور الوسطى بتمثال خاص بها لمريم العذراء من أجل هذا التمثال قد تم تصميم الكاتدرائية من قبل المهندس المعماري بيير لويس كارلير بالتعاون مع المهندس بيتر رايس. في البداية كان المقرر أن يكون حجم الكنيسة هائل من 132 متر مع أبراج تصل إلى أكثر من 115 متر ولكن مع الصعوبات المادية الكثيرة التي واجهت المشروع بسبب الحروب. تم حصر المشروع إلى نطاق أقل مما كان سيكون عليه وتم الانتهاء أخيراً من الكاتدرائية عام 1990 وافتتحت عام 1999 والميزة الأكثر أهمية في المبنى الهيكل المعدني الذي يغطي القسم المركزي. بالإضافة إلى العديد من النوافذ المذهلة ذات الزجاج الملوّن ومجموعة متميزة من اللوحات الروحية. على مسافة قصيرة من الكاتدرائية تقع كنيسة سانت مارى مادلين التي بنيت عام 1675 هذة الكنيسة تفتخر بتصميم الباروك الجذاب والمثير للإعجاب حيث تصل قبتها إلى أرتفاع 50 متر.

### سوق ليل للسلع الرخيصة ”
يعد السوق أكبر سوق للسلع الرخيصة والمستعملة في أوروبا كلها يعقد السوق كل عام خلال عطلة نهاية الأسبوع الأول من شهر سبتمبر، حيث تجد فية الآلاف من الأكشاك في الهواء الطلق والتي تحتوي على مختلف أنواع البضائع وتشمل السلع المعروضة الدفاتر والسجلات القديمة والخزف والفضيات العتيقة والملابس والمجوهرات والأعمال الفنية والحرفية فهو أشبة بالمهرجان. وهذا جعله يجذب العديد من الحشود الضخمة ويوجد بالسوق أيضاً العديد من الأطعمة والمشروبات مثل السمك المشوي والبطاطس المقلية وبلح البحر وغيرها من المأكولات اللذيذة بالإضافة إلى احتوائه على كرنفال.

### متحف الفن ” Musée d’Art et d’Industrie André Diligent ”
يقع هذا المتحف في مكان أستثنائي فهو يقع على بعد 14 كيلو متر من ليل الفرنسية. حيث حمامات السباحة التي لم تعد تستخدم للسباحة فتم تحويلها إلى متحف يجمع العديد من التحف المثيرة التي ترجع إلى القرن 19 والمنحوتات الفنية التي ترجع إلى القرن 20 والعديد من الزخارف والمنسوجات والرسومات والملابس والإكسسوارات. بعد مشاهدة هذه الأعمال الفنية الرائعة يمكنك الاسترخاء في الحديقة والاستمتاع بتناول وجبة عادية في المطعم سواء في غرفة الجلوس الداخلية لديه أو الجلوس في الهواء الطلق. بالإضافة إلى أحتواء المتحف على بوتيك يقدم مجموعة مختارة من الكتب والبطاقات البريدية والألعاب والمجوهرات.
هذه كانت مجموعة من أهم الاماكن السياحية في مدينة ليل الفرنسية التي ننصحك بزيارتها أثناء السياحة في ليل.

## التعليم
من أهم الجامعات في المدينة جامعة ليل وهي جامعة حكومية تعود جذورها إلى جامعة دواي التي تأسست في مدينة دواي في منتصف القرن السادس عشر  وتحول اسم الجامعة إلى جامعة ليل في سنة 1854 عندما تأسست بشكل رسمي، وتوسعت فيما بعد لتضم معاهد عامة بالقرب منها، وفي سنة 1970 انقسمت إلى ثلاث جامعات لكل منها حرمها الجامعي الخاص، إلى أن اندمجت الجامعات الثلاث في 2018 في جامعة واحدة باسم جامعة ليل. ومن بين الجامعات القديمة الأخرى جامعة ليل الكاثوليكية التي تأسست في 1875.

## رياضة
- نادي ليل لكرة القدم

## التوأمة
- فلسطين
- المغرب